# Музей «Територія Терору»
Меморіальний музей тоталітарних режимів «Територія терору» — меморіальний музей у Львові, створений на місці, що упродовж 1941—1943 років входило до складу єврейського ґетто — третього за величиною в окупованій нацистами Європі, а у 1944—1955 роках — пересильної тюрми № 25, однієї з найбільших установ СРСР примусового утримання такого типу на території сучасної України.

## Про музей
Музей — муніципальна інституція, завдання якої дослідити та презентувати трагічні сторінки історії середини XX століття. Створення музею ініціювала Львівська міська рада 2009 року. Спорудження музейного комплексу тривало упродовж 2014—2016 років.
Музей розташований у Львові на території колишніх ґетто (1941—1943) та пересильної тюрми № 25 (1944—1955).
Місце розташування визначає фокусні теми інституції: трансформації міського простору внаслідок нацистського та радянського насильств, досвіди людини в умовах екстреми.
Музей є прикладом меморіалізації суперечливої спадщини, яка залишилася після другої світової війни та розпаду СРСР.
Серед основних напрямків діяльності інституції: виставкові та освітні проекти, мистецькі інтервенції у міському просторі, співпраця з профільними інституціями України та інших країн, документування усноісторичних свідчень про трагічні події від 1930-х років і дотепер.

## Приміщення музею
Офіс музею розташований в будинку на вул. Шолом-Алейхема, 14. Раніше у приміщенні в житловому будинку розташовувалась дитяча бібліотека № 21. А до того, як її тут відкрили за радянських часів, у будинку діяло єврейське товариство «Тікват Ціон» («Надія Сіону») з однойменною синагогою. нещодавно директорка музею Ольга Гончар повідомила що в офісі львівського музею «Територія терору», що на вул. Шолом-Алейхема, 14, під час ремонтних робіт виявили давні розписи.

## Проєкти музею
У січні 2019 року Музей «Територія Терору» розпочав новий усноісторичний проєкт #непочуті. Його мета: зафіксувати та зберегти спогади безпосередніх очевидців подій 1930-1950-х років, щоб вони своїми голосами оповістили про трагічні сторінки історії наступним поколінням. Систематизувати і удоступнити їх в онлайн архіві. #непочуті — продовження та розширення попереднього усноісторичного проекту музею «Жива історія».
Упродовж пів року команда проекту задокументувала спогади 34 оповідачів — 21 чоловіка та 13 жінок. Більшість записів відбулись у Львові, також на Львівщині та Івано-Франківщині. Команда продовжує ділитися світлинами та фрагментами історій на сторінці проєкту у facebook та instagram, а також записувати нових оповідачів. Деякі з цих оповідей можна почути безпосередньо у музеї, зокрема на виставці «Табір примусових робіт „Янівська“ — індустрія терору».
Також музей підписав меморандум про співпрацю з Меморіальний центр Голокосту «Бабин Яр» (BABYN YAR Holocaust Memorial Center) заради створення найповнішої колекції усноісторичних свідчень очевидців терору XX ст.
Основне завдання проєкту: зафіксувати та зберегти спогади безпосередніх очевидців подій 1930–1950-х років, щоб вони своїми голосами оповістили про трагічні сторінки історії наступним поколіннями.

## Демонтаж монументу
17 грудня 2018 року було демонтовано Монумент Бойової слави ЗС СРСР через його аварійний стан. 2 лютого 2019 року було демонтовано п'ять горельєфів на честь радянських солдат зі стели пам'ятника й передано до музею «Територія Терору». 3 березня було знесено стелу й демонтовано радянську зірку.